# Voidomatis
40°0′49″N 20°38′40″Ø / 40.01361°N 20.64444°Ø
Voidomatis (græsk: Βοϊδομάτης) er en flod i den præfekturet Ioannina i det nordvestlige Grækenland og er en biflod til Aoös/Vjosë-floden. De vigtigste kilder er placeret under landsbyen Vikos. Langs dens løb konvergerer den med andre vandstrømme, der stammer fra bredderne af Tymfi eller Vikoskløften, og ender tæt på Konitsa. Floden har en samlet længde på 15 kilometer. Navnet Voidomatis (betyder: oksens øje) stammer fra det faktum, at okser har klare blå øjne, ligesom vandet i denne flod. Der er også den slaviske etymologi: Bode – Mat, der betyder "godt vand".
Voidomatis er blevet karakteriseret som en af de reneste floder i Europa, da den ikke står over for miljømæssige problemer. Det krydser et af de smukkeste områder i Grækenland og har siden 1973 været en del af Vikos–Aoös Nationalpark. Floden krydses af et antal stenbroer, hvoraf den mest berømte er Kledonas Broen. Floden er kendt for vandsport såsom rafting og kajakroning.